# Coelotrochus rex
Coelotrochus rex es una especie de molusco gasterópodo de la familia Trochidae.

## Distribución geográfica
Se encuentra  en Nueva Zelanda.